# Вјекослав Клобучар
Вјекослав Клобучар Чорт (Делнице, 8. новембра 1919 — Петровине, 18. јул 1942), учесник Народноослободилачке борбе и народни херој Југославије.

## Биографија
Рођен је 8. новембра 1919. године у Делницама.
У раној младости запослио се на железници, а након одслужења војног рока живео је и радио у Карловцу. Члан Комунистичке партије Југославије постао је 1940. године.
Учесник Народноослободилачке борбе је од 1941. године. Након доласка усташа на власт, Клобучар је учествовао у раду првих ударних група у Карловцу. Био је учесник и извршилац бројних диверзија у Карловцу и околини од јуна до августа 1941. године.
Након провале у партијској организацији Карловца у августу, Клобучар је по директиви КПЈ отишао преко Делница у Горански партизански одред. Децембра 1941. отишао је на Кордун, где је постао оперативни официр Трећег батаљона Другог кордунашког одреда. У фебруару 1942. постао је командант тог батаљона.
По задатку Главног штаба Хрватске 16. на 17. јул 1942., послан је да се заједно са 140 бораца пребаци на Жумберак. У тим је условима Клобучар именован за команданта Жумберачког одреда. Погинуо је на путу према Жумберку 18. јула код места Петровине, у сукобу са усташама.
По њему је касније, све до краја рата, носио име Трећи батаљон Друге кордунашке бригаде Осме кордунашке ударне дивизије.
Указом Президијума Народне скупштине Федеративне Народне Републике Југославије, 20. децембра 1951. године, проглашен је за народног хероја.
Његова биста се налази у Алеји народних хероја градског парка у Делницама.